# Radawie
Radawie [raˈdavjɛ] (Alemán Radau) es un pueblo ubicado en el distrito administrativo de Gmina Zębowice, dentro del Condado de Olesno, Voivodato de Opole, en el sur de Polonia occidental. Se encuentra aproximadamente a 6 kilómetros al noroeste de Zębowice, a 14 kilómetros al suroeste de Olesno, y a 28 kilómetros al noreste de la capital regional Opole.